# Старобільський район
Старобільський район (Старобільщина) — район в Україні, у північній і північно-східній частині Луганської області. Був утворений 2020 року. Адміністративний центр — місто Старобільськ.
До складу району входять 8 територіальних громад.
Внаслідок російського вторгнення в Україну, майже уся територія Луганської області була окупована і контролюється збройними силами Російської Федерації.

## Історія
Старобільський район було утворено 19 липня 2020 року згідно із Постановою Верховної Ради України № 807-IX від 17 липня 2020 року в рамках Адміністративно-територіальної реформи в Україні. До його складу увійшли: Старобільська міська, Біловодська, Білолуцька, Марківська, Міловська, Новопсковська селищні та Чмирівська і Шульгинська сільські територіальні громади. Перші вибори Старобільської районної ради відбулися 25 жовтня 2020 року.
Раніше територія району входила до складу ліквідованих тоді ж Старобільського (1923—2020), Біловодського, Марківського, Міловського, Новопсковського районів Луганської області.
У 2022 році в ході російсько-української війни район був повністю окупований росією.